# Гвајане
Гвајане (шп. Las Guayanas; енгл. The Guianas) представља географско-политичку регију у североисточном делу Јужне Америке, подељену између пет независних држава. Област се подудара са простирањем Гвајанске висоравни. 
Географску регија Гвајана чине:
- Венецуеланска Гвајана − чине је савезне државе Венецуеле: Амазонас, Боливар и Делта Амакуро;
- Гвајана − независна држава, некадашња колонија Британска Гвајана;
- Суринам − независна држава, некадашња колонија Холандска Гвајана;
- Француска Гвајана − прекоморски департман Републике Француске;
- Бразилска Гвајана − некадашња Португалска Гвајана, данас бразилска савезна држава Амапа.